# Dipartimento di Veinticinco de Mayo (Chaco)
Veinticinco de Mayo è un dipartimento argentino, situato nella parte centrale della provincia del Chaco, con capoluogo Machagai.

## Geografia fisica
Esso confina con i dipartimenti di Libertador General San Martín, Sargento Cabral, Tapenagá, Presidencia de la Plaza, San Lorenzo, Quitilipi.

## Società

### Evoluzione demografica
Secondo il censimento del 2001, su un territorio di 2.576 km², la popolazione ammontava a 28.070 abitanti, con un aumento demografico del 15,88% rispetto al censimento del 1991.

## Amministrazione
Nel 2001 il dipartimento comprendeva i seguenti comuni (municipios in spagnolo):
- Charadai
- Cote-Lai

Fa parte del dipartimento anche la delegazione municipale di Napalpí.